# Judita Mazovská
 Judita Mazovská  (1222/27 – 1257/63) kněžna opolsko-ratibořská a vratislavská. Pocházela z rodu mazovských Piastovců.

## Původ
Narodila se zřejmě jako osmé dítě polskému knížeti Konrádu I. Mazovskému a jeho ženě Agafii Ruské z rodu Rurikovců.

## První manžel
Kolem roku 1239 se provdala za slezského Piastovce, Měška II. Otylého, knížete opavsko-ratibořského. Manželé žili v neklidném období bojů. Měšek čelil útokům mongolských vojsk, která knížectví téměř zničila. V roce 1243 pomáhal svému tchánovi, Konrádovi v boji o trůn v Krakově. Zemřel nečekaně už v roce 1246, kdy mu bylo pouhých 26 let a nezanechal potomky.

## Druhé manželství a děti
Podruhé se Judita provdala v roce 1252 za dalšího slezského Piastovce, Jindřicha III. Bílého. Jindřich byl po matce vnukem Přemysla Otakara I. a často v Čechách u dvora pobýval. Byl jedním z nejmocnějších knížat v Dolním Slezsku. Aktivně se podílel na poli mezinárodní politiky. Mezi jeho spojence patřili Přemyslovci a knížata opolská a hlohovská. Judita porodila Jindřichovi dvě děti, dceru Hedviku, poprvé provdanou za Jindřicha Durynského a podruhé za Otu Anhaltského a syna Jindřicha IV.